# مقاطعة ماريكوبا (أريزونا)
مقاطعة ماريكوبا (بالإنجليزية: Maricopa County)‏ هي إحدى مقاطعات ولاية أريزونا في الولايات المتحدة الأمريكية.

## أعلام
- بروكس لينون
- فرانك كاستيلو
- بوب هورنر